# Château de Montry
Le château de Montry ou domaine des Hautes Maisons est un château du XVIe siècle, reconstruit au XIXe siècle, situé dans la commune de Montry dans le département français de Seine-et-Marne.

## Histoire
A la fin du XVe siècle, Pierre de Vaudetar, Chambellan du roi Charles VI, fait l’acquisition de terrains à Montry. Les Vaudetar de Lombardie, aussi appelés Valdetar ou Di Val Dell'Tarro ("Du Val des Terres", nom provenant d'une terre que leur ont donné les anciens Ducs de Milan en 1010) étaient arrivés en France à la fin du 13e siècle ; ils ont joué un rôle important sous les premiers Valois au parlement de Paris. Le premier château est construit à cette époque.
En 1590, le bâtiment est entièrement détruit par un incendie. La propriété est acquise par Claude de Reilhac qui reconstruit le château l'année suivante. Le domaine reste dans cette famille, qui obtient le titre de Comté durant plus de quatre siècles. Lors de la révolution française aucun membre de la noblesse n'émigra (notamment en raison de l'inoffensivité et de l'infirmité du comte Antoine). 
Le château actuel est bâti au XIXème siècle dans un style néo-Louis XIII.
Le 18 septembre 1870, le chancelier allemand Otto von Bismarck y rencontre Jules Favre, ministre des Affaires étrangères, afin de débuter les négociations de paix de la Guerre franco-prussienne.
En 1923, meurt le dernier comte de Reilhac. Sa fille hérite du domaine, puis après sa mort, ses 3 enfants. Le 18 janvier 1940, le Grand Quartier général français s'installe dans le château jusqu'au 8 juin où le GQG se replie sur Briare. Entre-temps, le 1er juin le colonel Charles de Gaulle y reçoit le grade de Général de brigade.
Le 1er juillet 1946 l'État achète le domaine 5 millions de francs. En 1952, le domaine devient un CREPS jusqu'en 2005, puis un EPIDE.